# 사옹원 분원리 석비군
사옹원 분원리 석비군은 경기도 광주시 남종면 분원초등학교 내에 위치하며, 선정비16, 송덕비2, 기념비1로 구성되어 있다. 2008년 4월 21일 광주시의 향토문화유산 제3호로 지정되었다.

## 개요
사옹원 분원리 석비군(石碑群)은 사옹원 분원이 설치되었던 분원리에 모여 있는 19기의 비석군이다. 선정비 16기, 송덕비 2기, 시혜기념비 1기가 세워져 있다.
선정비는 사옹원 도제조, 제조, 번조관, 군수의 선정을 기념하기 위한 비석이다. 송덕비는 1941년 면장과 학교장을 지낸 인물을 기리기 위한 것이고, 시혜기념비는 흉년에 재산을 출연하여 동민(洞民)을 살린 것을 기념하는 비석이다.
각 비석의 주요 내용을 정리하면 다음 표와 같다.
| 번호 | 비제                           | 건립연대 | 관련인물     | 비고             |
| ---- | ------------------------------ | -------- | ------------ | ---------------- |
| 1    | 司饔院都提調李公時秀惠民遺愛碑 | 1823     | 이시수       | 隨事斗護罰每從寬 |
| 2    | 司饔院都提調蔡公濟恭□□□        | 1825     | 채제공       |                  |
| 3    | 司饔院都提調趙公寅永善政碑     | 1847     | 조인영       |                  |
| 4    | 司饔院都提調金公興根善政碑     | 1865     | 김흥근       |                  |
| 5    | 司饔院都提調朴公珪壽善政碑     | 1877     | 박규수       |                  |
| 6    | 司饔院提調綾昌君淸德善政碑     | 1755     | 이숙李橚     | 愛恤匠民永世不忘 |
| 7    | 司饔院提調徐公左輔善政碑       | 1844     | 서좌보       |                  |
| 8    | 司饔院提調朴公岐壽善政碑       | 1847     | 박기수       |                  |
| 9    | 司饔院提調興寅君善政碑         | 1867     | 이최응李最應 |                  |
| 10   | 司饔院提調閔公泳達善政碑       | 1890     | 민영달       |                  |
| 11   | 燔造官趙公行鎭善政碑           | 1847     | 조행진       |                  |
| 12   | 燔造官丁公學淵善政碑           | 1859     | 정학연       |                  |
| 13   | 燔造官沁公英慶善政碑           | 1867     | 심영경       |                  |
| 14   | 燔造官洪公大重善政碑           | 1872     | 홍대중       |                  |
| 15   | 燔造官金公啓永善政碑           | 1880     | 김계영       | 公正□□           |
| 16   | 行郡守金公老淳善政碑           | 1847     | 김노순       |                  |
| 17   | 丹陽禹公施惠紀念碑             | 1934     | 단양우씨     | 이름 미상        |
| 18   | 面長丹山斌氏頌德碑             | 1941     | 단산빈씨     | 이름 미상        |
| 19   | 全公洛奎頌德碑                 | 1941     | 전낙규       |                  |

## 같이 보기
- 사옹원
- 분원초등학교

## 참고 문헌
- 『광주시 향토문화유산지정 조사보고서』(2007)